# Grzegorz Cybulski
Grzegorz Cybulski (Polonia, 23 de noviembre de 1951) es un atleta polaco retirado especializado en la prueba de salto de longitud, en la que consiguió ser medallista de bronce europeo en pista cubierta en 1973.

## Carrera deportiva
En el Campeonato Europeo de Atletismo en Pista Cubierta de 1973 ganó la medalla de bronce en el salto de longitud, con un salto de 7.81 metros, siendo superado por los alemanes Hans Baumgartner (oro con 7.85 metros) y Max Klauss (plata con 7.83 metros).